# Call of Duty (jeu vidéo)
Pour les articles homonymes, voir Call of Duty (homonymie) et COD.
Pour la série des jeux Call of Duty, voir Call of Duty.
 (janvier 2013).
Si vous disposez d'ouvrages ou d'articles de référence ou si vous connaissez des sites web de qualité traitant du thème abordé ici, merci de compléter l'article en donnant les références utiles à sa vérifiabilité et en les liant à la section « Notes et références ».
Call of Duty (abrégé CoD à l'écrit et parfois simplifié à l'oral en Call of en France) est un jeu vidéo de tir à la première personne se déroulant pendant la Seconde Guerre mondiale. Développé par le studio Infinity Ward et édité par Activision, il est commercialisé sur Windows et Mac OS X en 2003. Il est le premier jeu de la série Call of Duty.

## Système de jeu
Call of Duty se démarque des Medal of Honor par la possibilité d'épauler son arme pour viser plus précisément et par le fait de ne pas jouer un soldat unique mais plutôt trois successivement à différentes périodes de la Seconde Guerre mondiale, chacun possédant une nationalité différente : Américain, Anglais et Russe. La mise en scène mise sur l'action de type hollywoodien : les obus tombent et explosent autour du joueur en soulevant des gerbes de terre, les balles fusent dans tous les sens, les coéquipiers tombent fauchés par les rafales ennemies, si une explosion est survenue trop près de lui, le personnage voit flou et n'entend plus rien pendant un certain temps. L'arsenal du jeu se compose d'une vingtaine d'armes dont le M1 Garand, célèbre fusil américain, le pistolet-mitrailleur Thompson, le Sturmgewehr 44 allemande ou encore le PPSh-41 russe.

### Campagne
Le mode solo comporte 26 missions réparties en 3 campagnes.
La première campagne permet au joueur d'incarner le soldat Martin de la 101e division aéroportée US. Sa première mission, en tant qu'éclaireur de la 101e division, est de baliser une zone pour préparer le parachutage de ses camarades avant d'aller combattre. Les missions suivantes (notamment l'assaut contre le manoir de Brécourt) ont pour but de préparer le débarquement des troupes d'infanterie sur la plage d'Utah Beach. Il participe aussi à certaines opérations spéciales comme la libération de prisonniers anglais détenus en Allemagne, dans les Alpes bavaroises, et la bataille de la forêt de Hürtgen lors de la libération de l'Allemagne.
Dans la seconde campagne il s'agit de jouer un soldat anglais, le sergent Jack Evans, membre de la 6e division aéroportée britannique. La première mission consiste à arriver en planeur pour surprendre les Allemands et prendre le pont de Bénouville, dit le « Pegasus Bridge », et de le défendre ensuite contre un assaut ennemi. Par la suite le joueur participe à des missions commandos comme le sabotage du barrage de l'Eder dans la Ruhr (sur la Möhne), le sabotage du Tirpitz en Norvège et d'un site de lancement de fusées V2 à Burgsteinfurt en Allemagne.
La troisième et dernière campagne se déroule du côté soviétique. Le joueur incarne le sergent Alexei Ivanovich Voronin, soldat de l'Armée rouge. Il commence dans un bateau devant débarquer sur les rives de la Volga l'emmenant vers Stalingrad pour aller libérer la place Rouge. Le joueur a ensuite pour mission de défendre un immeuble en ruines nommé la maison Pavlov, se battre dans les égouts lors de la bataille de Stalingrad, piloter un char T-34 et détruire les blindés ennemis. Il doit livrer des combats de rue pour prendre d'assaut une usine, une gare, et enfin un dernier combat pour la capitale ennemie Berlin avant de hisser le drapeau soviétique au sommet du Reichstag.

### Multijoueur
Jusqu'à 64 joueurs peuvent jouer une partie selon sept modes de jeu regroupant des milliers de joueurs.
- Mêlée générale : le gagnant est celui ayant fait le plus d'éliminations dans la partie à la fin du temps imparti.
- Match à mort en équipe : l'équipe gagnante est celle ayant fait le plus d'éliminations à la fin du temps imparti.
- Recherche et Destruction : Deux équipes s'affrontent, l'une doit défendre deux objectifs tandis que l'autre doit amorcer une bombe afin de faire exploser la bombe, la première équipe arrivée à 4 points gagne.
- Derrière les lignes ennemies : une petite équipe de soldats alliés est encerclée et surpassée en nombre. Les joueurs alliés gagnent des points en survivant et en tuant les soldats adverses. Un soldat de l'Axe tuant un soldat allié réapparaît en tant que soldat allié.
- Extraction : ce mode chronométré par équipe est composé de plusieurs manches ; une équipe doit récupérer d'importants documents chez l'ennemi et les ramener dans leur zone de sécurité ; l'autre doit repousser l'ennemi jusqu'à la fin du temps imparti. L'équipe ayant le plus de points à la fin des manches l'emporte.
- Quartier Général (à partir du patch 1.2) : le but est d'accumuler des points en défendant les QG neutres ou en détruisant ceux de l'ennemi. La première équipe atteignant 250 points l'emporte.
- Capture de drapeau : le but est de ramener le drapeau de l'équipe adverse dans son camp.
- Point Stratégique : le but est de rester un maximum de temps dans le point stratégique pour accumuler des points. La première équipe qui arrive à 250 points, ou qui a le plus de points à la fin du temps réglementaire, gagne le match.
- Élimination Confirmée : la première équipe qui est arrivée à avoir 100 plaquettes confirmées, ou qui en a le plus à la fin du temps limité, gagne le match.

Seize cartes (maps) officielles sont disponibles (dont certaines ajoutées au fil des patchs).

### Distribution
Distribution originale
- Margaret Tang, Womb Music: Voice Casting and Direction

- Steve Blum: Captaine Foley

- Jason Statham: Sergent Waters

- Giovanni Ribisi: Solat Elder

- Gregg Berger: Sergent Moody, voix additionnelles

- Michael Gough: Captaine Price, voix additionnelles

- Michael Bell: Sergent Pavlov, voix additionnelles

- Jim Ward: Officier allemand, voix additionnelles

- Nick Jameson: Équipage de char russe, voix additionnelles

- Neil Ross: Narrateur, Annonceur

- David Sobolov: Haut-parleur allemand, voix additionnelles

- Andre Sogliuzzo, Grant Albrecht, Quinton Flynn, Josh Paskowitz, Earl Boen: voix additionnelles

Source: Manuel du jeu
Distribution Française
Direction artistique : Serge Thiriet
- Serge Thiriet: le capitaine Foley

- Marc Bretonnière: Sergent Moody

- Mathias Kozlowski: Major Ingram, Équipage de char russe

- Olivier Peissel: ?

- Cyrille Monge: ?

- Laura Addamo: ?

Source RS-Doublage

## Influences
Comme cela avait déjà été fait pour Medal of Honor : Débarquement allié, les développeurs se sont autant inspirés de la réalité que du cinéma.
- Le fait d'incarner un parachutiste américain participant à l'assaut du D-Day dans la nuit du 5 au 6 juin 1944 rappelle le début du film Le Jour le plus long ainsi que le second épisode de la série télévisée Frères d'armes (Band of Brothers).[réf. souhaitée]. Le début du jeu reconstitue l'instruction des parachutistes aux États-Unis à Camp Toccoa comme dans le premier épisode de la série : Curahee. Une des missions du jeu consiste à détruire les batteries du manoir de Brécourt comme dans le second épisode : Jour J. Une des cartes multijoueur se nomme Carentan comme le troisième épisode de la série et elle est une reconstitution quasi identique de la ville dans la série. La défense du village normand, dans la journée du 6 juin, contre les soldats allemands qui contrent-attaquent avec l'appui de blindés, s'inspire de la seconde moitié du film de Steven Spielberg Il faut sauver le soldat Ryan.
- Dans la campagne britannique, la prise puis la défense de Pegasus Bridge par les parachutistes britanniques sont des évènements figurant dans le film Le Jour le plus long.
- Le début de la campagne soviétique est clairement une reprise du début du film Stalingrad de Jean-Jacques Annaud. D'ailleurs certaines versions du jeu furent vendues en pack avec le DVD du film.
- Au cours du jeu, une des missions (Château) consiste à libérer un officier important (le capitaine Price), prisonnier des Allemands dans un château médiéval des Alpes bavaroises, comme dans le film Quand les aigles attaquent.

La musique du jeu, digne d'un film de guerre, est composée par Michael Giacchino (déjà à l'origine de celle des Medal of Honor).

## Adaptation du contenu pour l'Allemagne
En raison de la politique allemande extrêmement stricte sur le contenu, en Europe le symbole nazi a été soit supprimé, soit remplacé par la Croix de fer sur les drapeaux du jeu et les posters de propagande nazi visible dans le jeu – contrairement à la série Wolfenstein, celle-ci faisant du cas par cas et non de la généralisation, en sortant une version pour chaque pays et non une version européenne généralisée. L'extension Call of Duty : La Grande Offensive n'ayant pas été soumise à une sortie européenne généralisée, la version française ne fait l'objet d'aucune censure du symbole nazi.

## Postérité

### Suites
Le succès du premier Call Of Duty a entraîné de nombreuses suites, faisant du titre le premier de la longue série Call of Duty. Pour commencer, une extension du jeu, Call of Duty : La Grande Offensive, sort le 14 septembre 2004, sur PC et Mac uniquement. Il s'ensuit une version spécialement destinée aux consoles, Call of Duty : Le Jour de gloire, éditée en décembre 2004 sur GameCube, PlayStation 2 et Xbox.
En octobre 2005, Call of Duty 2 sort en jeu vidéo. Les histoires entre chaque titre ne se suivent pas vraiment, mais on retrouve des personnages de ce premier opus comme le capitaine Price dans Call of Duty 2, ou encore le major Ingram dans Call of Duty 3 (2006) qui a été développé par une société mère de Gray Matter : Treyarch. Un personnage inspiré du capitaine Price de Call of Duty et Call of Duty 2, héritant énormément de ses traits physiques et possédant le même nom et le même grade (mais ne pouvant pas être le même personnage puisqu'il apparaît dans des jeux se déroulant au XXIe siècle et non durant la Seconde Guerre mondiale) apparaît dans Call of Duty 4: Modern Warfare (2007), Modern Warfare 2 (2009) et Call of Duty: Modern Warfare 3 (2011) comme un hommage.

### Portage
Call of Duty, qui n'était sorti initialement que sur ordinateur, est porté sur consoles Xbox 360 et PlayStation 3 dans une version remastérisée, nommée Call of Duty Classic, en novembre 2009.  Elle est disponible sur le marché en ligne des réseaux Xbox et PlayStation à l'occasion de la sortie de Modern Warfare 2. Cette version est également comprise (sous forme de code de téléchargement) dans l'édition Prestige (édition limitée) de Modern Warfare 2.